# Кузнечный рынок
Кузнечный рынок — памятник архитектуры. Расположен в Санкт-Петербурге, современный адрес дома — Кузнечный переулок, 3.
В XIX веке участок принадлежал Владимирской церкви и был застроен дровяными складами и сараями. Первый рынок на этом месте появился около 1916—1917 года и назывался Владимирским базаром.
С 1922 года началось проектирование и постройка современного здания рынка. Проект авторства С. И. Овсянникова и А. С. Пронина был утверждён в июне 1925 года, в 1927 году здание было достроено.
Название рынку дано по переулку, в котором он находится. Внутри здания единое пространство, которое освещается световым фонарём в перекрытии повышенной центральной части.
В деталях здания есть отсылки к барокко и ренессансу. Центральный вход подчёркнут четырьмя рустованными колоннами и башней с часами, по бокам от него стоят скульптуры рабочего и крестьянина авторства В. Ф. Разумовского, олицетворяющие выражение «Смычка города и деревни». Здание отделано естественным камнем. Первый этаж здания выполнен в виде широких застеклённых аркад с колоннами.
Внутреннее помещение реставрировалось в 1962 и 1964 годах, были переделаны прилавки и застроен участок между рынком и прилегающим к нему по Кузнечному переулку зданием.
В рынок переместилась продовольственная торговля, которая ранее велась в Ямском рынке.

## Галерея

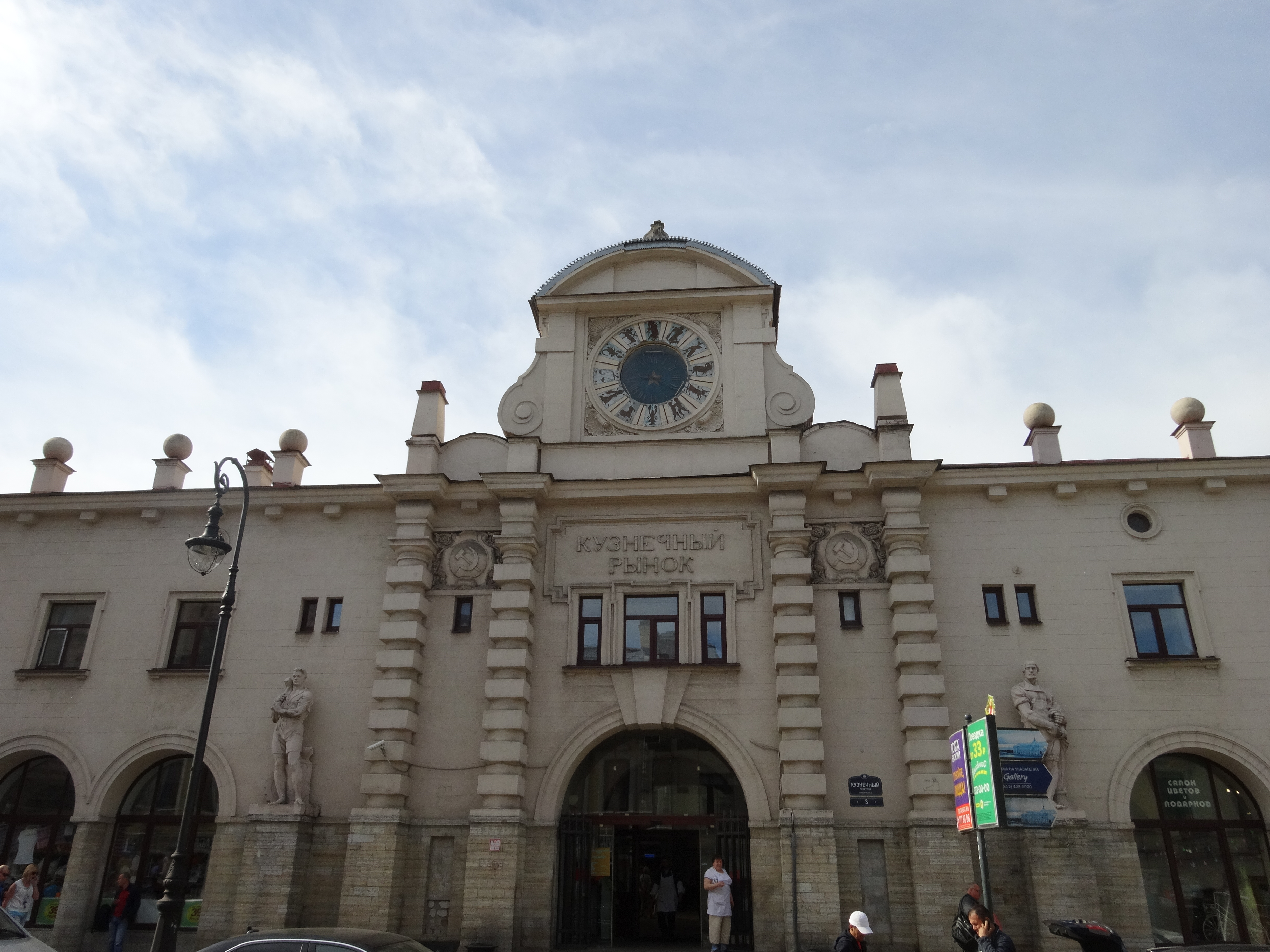
Главный вход
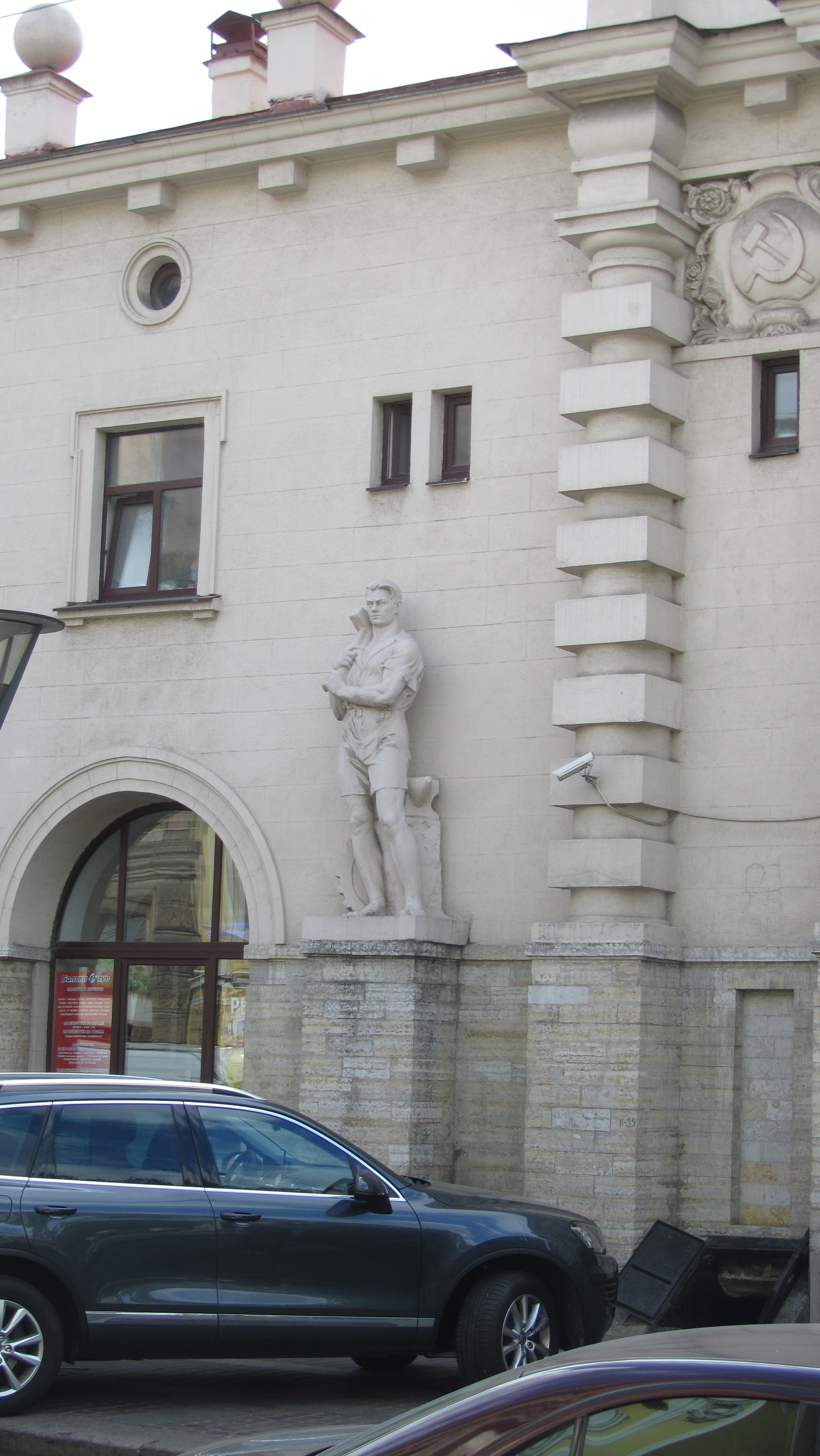
Рабочий
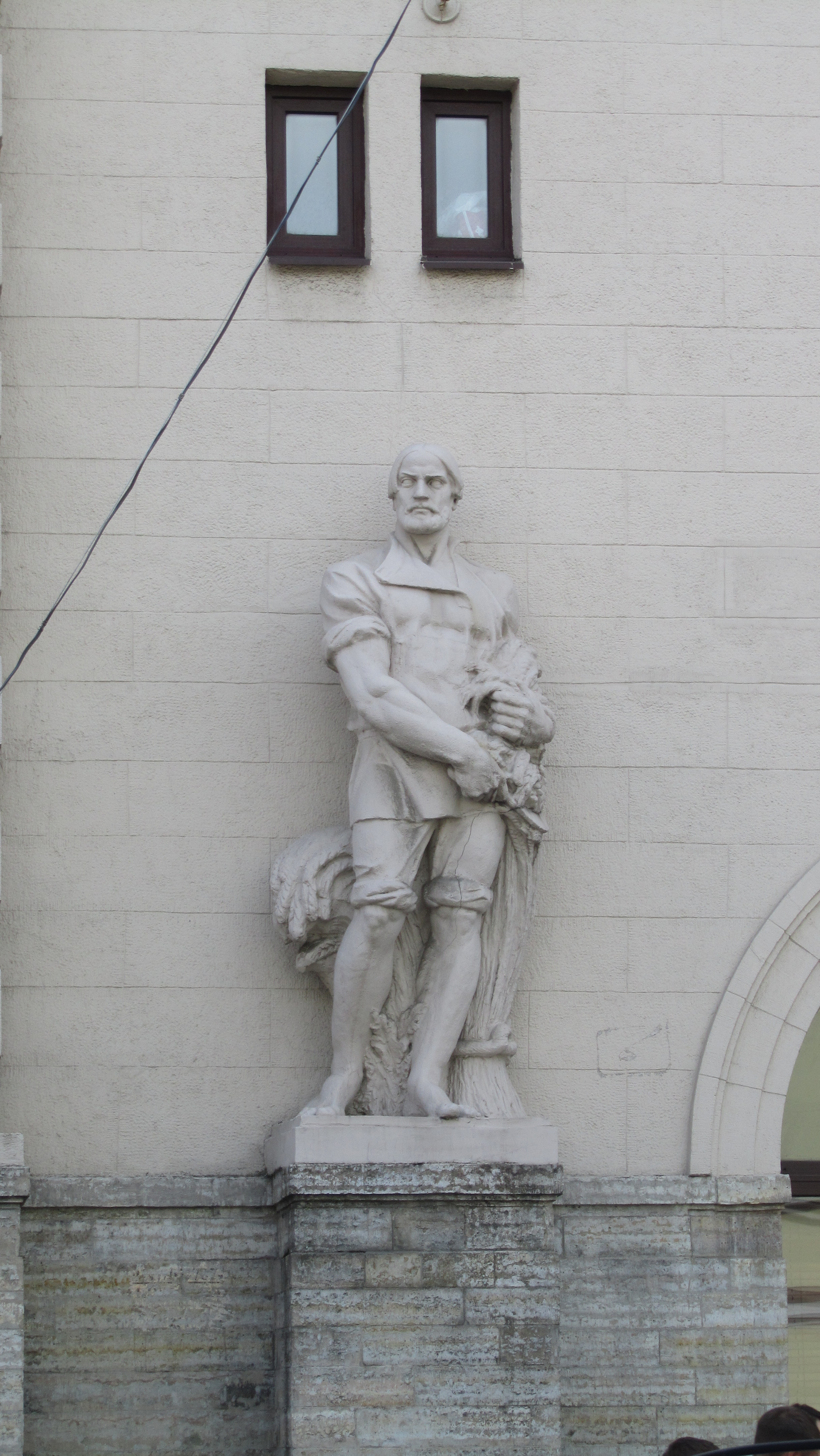
Крестьянин
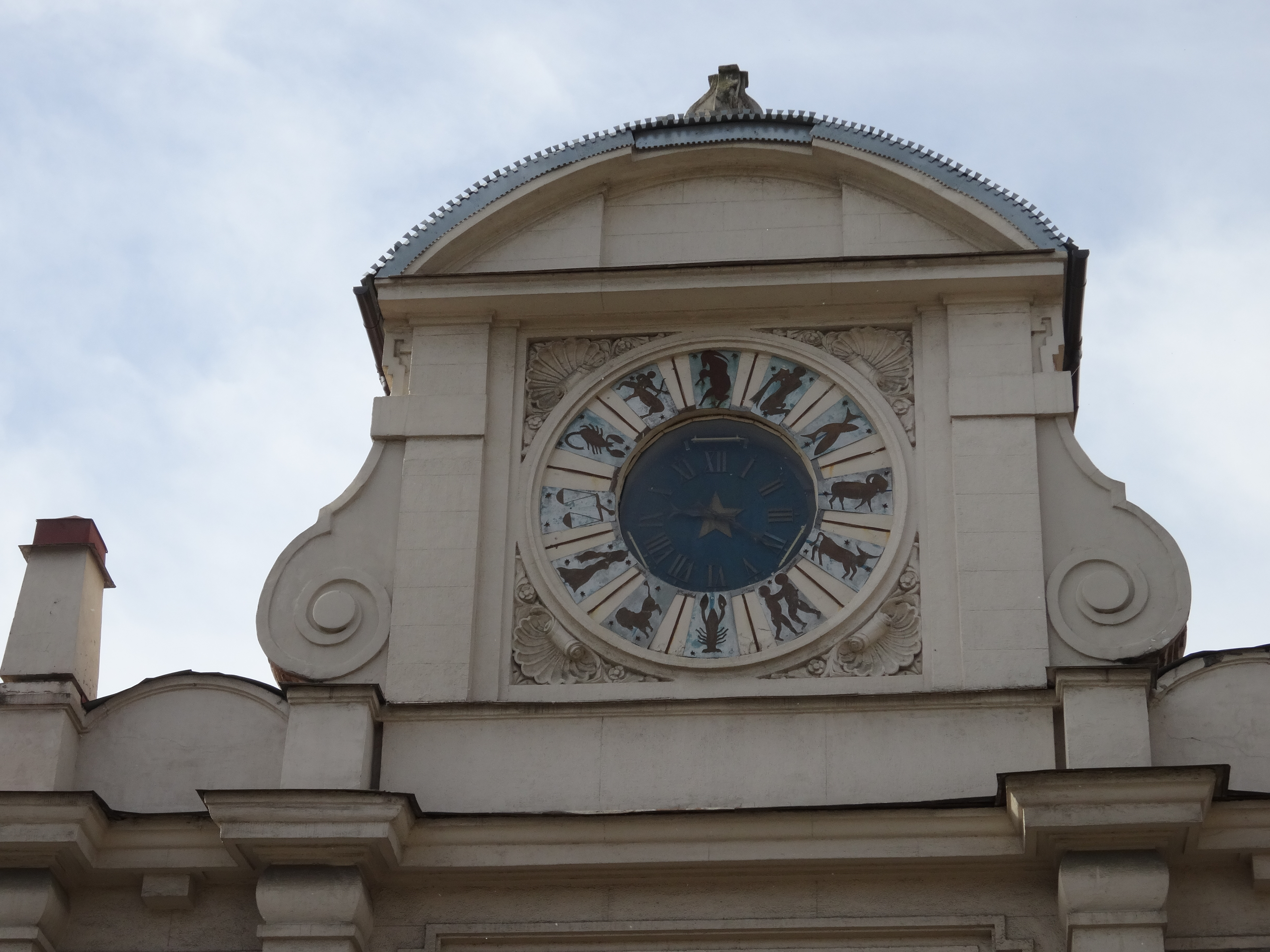
Часы
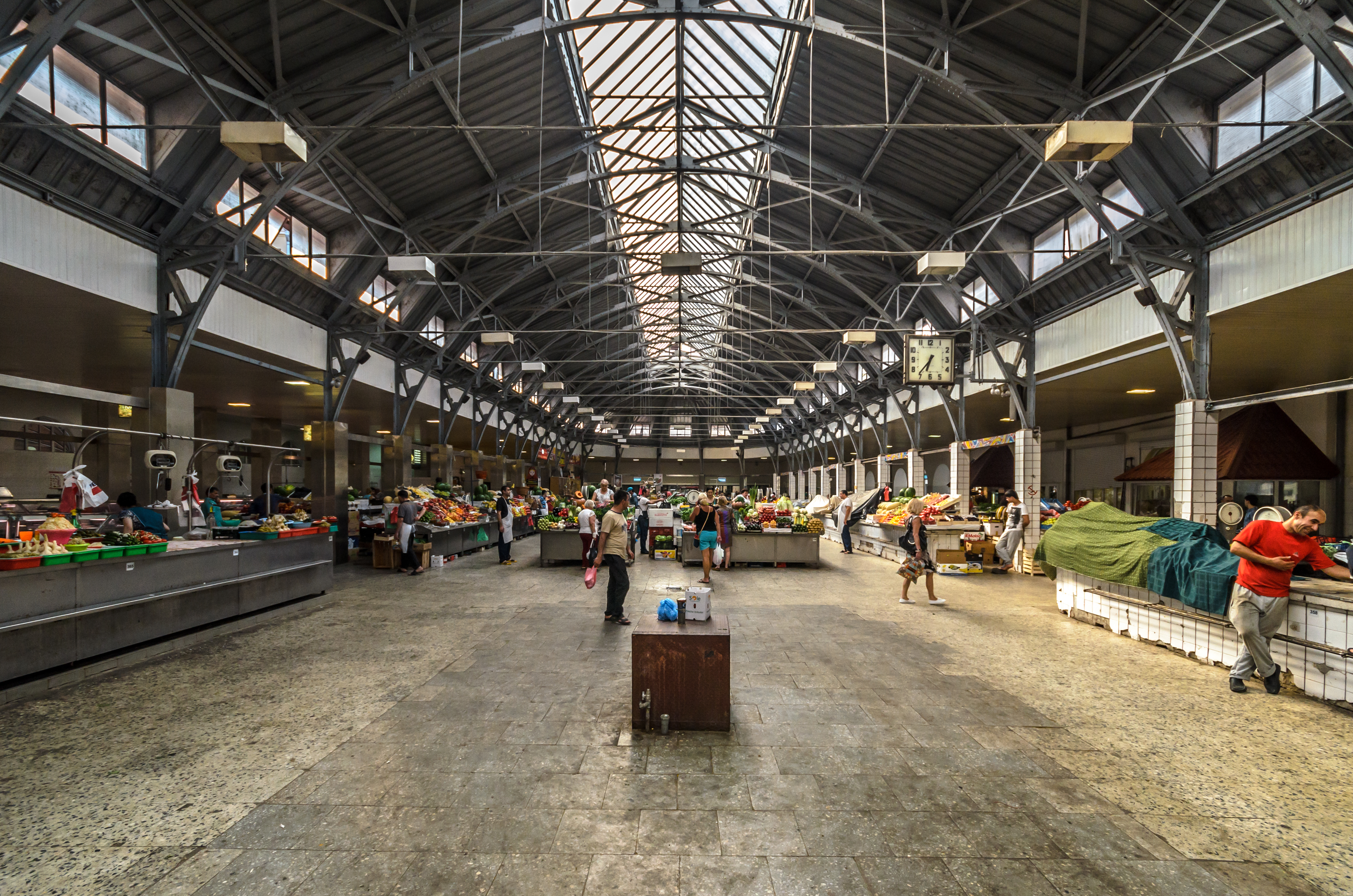
Прилавки
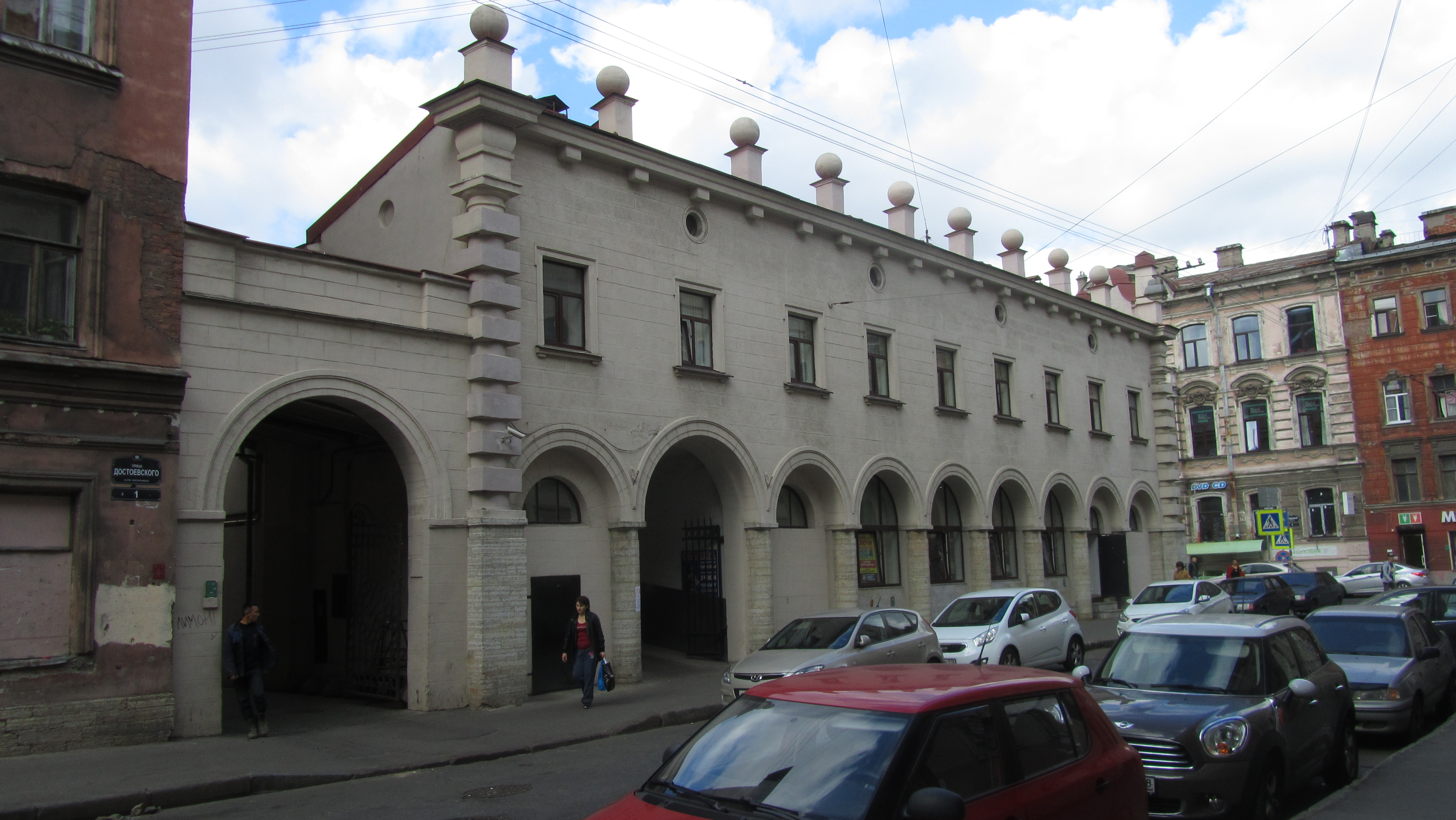
Вид со стороны улицы Достоевского